# Valkyrie (Band)
Valkyrie ist eine US-amerikanische Doom-Metal-Band aus Harrisonburg, Virginia, die im Jahr 2002 gegründet wurde.

## Geschichte
Die Band wurde im Sommer 2002 gegründet und bestand aus dem Sänger und Gitarristen Jake Adams, dem Bassisten Eric Seaman und dem Schlagzeuger Luke Shafer. In dieser Besetzung erschien 2003 ein erstes Demo, das fünf Lieder enthielt, unter anderem auch Wintry Plains, das mit einem anderen Arrangement zwölf Jahre später auf dem Album Shadows zu hören sein sollte. 2004 stieß Jakes Bruder Peter als zweiter Gitarrist und Sänger zur Besetzung. Kurz darauf nahm die Band in einer lokalen Hochschulradiostation ein weiteres Demo auf. Danach verließ Shafer die Besetzung und wurde durch Mike Hoke ersetzt. Es folgte ein Demo namens Sunlight Shines und eine Split-Veröffentlichung mit VOG. Ende 2004 trennten sich Seaman und Hoke von der Band und wurden durch den Bassisten Nick Crabill und den Schlagzeuger Nic McInturff ersetzt. In dieser Besetzung wurde das selbstbetitelte Debütalbum aufgenommen, das bei Twin Earth Records erschien und von Chris Kozlowski produziert wurde. Anfang 2006 kamen Will Barry-Rec und Gary Isom als neuer Bassist bzw. als neuer Schlagzeuger zur Gruppe. In dieser Besetzung schlossen sich Auftritte bei verschiedenen Festivals in den USA an, wie etwa auf dem Emissions from the Monolith Fest in Austin, Texas, oder dem Stoner Hands of Doom Festival in Phoenix, Arizona. Isom trennte sich danach Mitte 2007 wieder von der Band, woraufhin Warren Hawkins als Ersatz dazustieß. 2008 erschien bei dem bandeigenen Label Noble Origins das zweite Album Man of Two Visions. Bei Kreation Records, einem Label aus Seattle, wurden das Album sowie das Debütalbum als Schallplatte 2007 und 2008 wiederveröffentlicht. Im Jahr 2008 trat Peter Adams zusätzlich Baroness bei. Im Juli 2010 wurden die beiden Alben bei Meteorcity Records als CD wiederveröffentlicht. Im März 2012 kam Alan Fary als Bassist zur Besetzung, ehe im Folgejahr eine Split-Veröffentlichung mit Earthling aufgenommen und veröffentlicht wurde. Im Sommer 2014 wurde das dritte Album Shadows unter der Leitung von Sanford Parker aufgenommen. Die Veröffentlichung des Tonträgers fand Mitte 2015 statt.

## Stil
laut.de schrieb, dass die Band Doom Metal spielt, der mit typischem Hard Rock der 1970er Jahre und frühen Klängen der New Wave of British Heavy Metal vermischt wird. Zudem seien Einflüsse aus dem Southern Rock hörbar. Charakteristisch seien zudem „[g]eschmeidige Zwillings-Gitarrenläufe“ und der Gesang von Jake Adams, der etwas an Danzig erinnere.
Frank Thießies vom Metal Hammer stellte in seiner Rezension zu Man of Two Visions fest, dass es auf dem Album Einflüsse aus Doom Metal, Classic Rock und Psychedelic Rock der 1970er Jahre gibt. Er zeigte sich vor allem durch die Gitarrenarbeit beeindruckt, die an Thin Lizzy und Iron Maiden erinnere. Das Album klinge hypnotisch, rau und filigran, wobei die Gruppe auf Authentizität und Atmosphäre setze. In derselben Ausgabe berichtete Thorsten Zahn ebenfalls über die Band und bezeichnete die Musik als eine Mischung aus Stoner Rock, klassischen Riffs und Elementen aus dem Heavy Metal. Im Interview mit ihm gab Jake Adams an, dass es sich bei Man of Two Visions anfangs um ein Konzeptalbum handeln sollte, allerdings habe das Geld und die Zeit gefehlt, dies richtig umzusetzen. Laut Zahn ist das Debütalbum durch Bands wie Spirit Caravan oder Place of Skulls beeinflusst worden, während man sich für Man of Two Visions mehr an den Scorpions, UFO und Thin Lizzy orientiert habe.
Wolfgang Liu Kuhn empfahl Shadows vor allem Fans von Thin Lizzy, Saint Vitus, Trouble, Black Sabbath und Iron Maiden. Im Interview mit ihm gab Peter Adams an, dass jedes Mitglied versucht, seine Einflüsse mit einzubringen. Insgesamt sei die Band darum bemüht, möglichst einprägsame Harmonien zu schaffen. Eine Ausgabe zuvor hatte Michael Rensen das Album rezensiert. Hierauf bewege sich die Band in einem „Dreieck zwischen Twin-Lead-Gitarren von Wishbone Ash, dem vergleichsweise beschwingten Doom von Trouble und den knarzigen Riffwällen der frühen Black Sabbath“. Die Lieder würden zudem Ähnlichkeiten zu Werken von Iron Maiden Mitte der 1980er Jahre aufweisen.

## Diskografie
- 2003: Demo 1 (Demo, Eigenveröffentlichung)
- 2003: Demo 2 (Demo, Eigenveröffentlichung)
- 2004: Sunlight Shines (Demo, Eigenveröffentlichung)
- 2005: VOG / Valkyrie (Split mit VOG, Eigenveröffentlichung)
- 2006: Valkyrie (Album, Twin Earth Records)
- 2008: The Auld Dirt Road / False Dreams (Split mit Bible of the Devil, Heavy BirtH Records)
- 2008: Man of Two Visions (Album, Noble Origins Records)
- 2012: Mountain Stomp / Losing Sight (Split mit Earthling, Tension Head Records)
- 2015: Shadows (Album, Relapse Records)
- 2020: Fear (Album, Relapse Records)